# Пекотская война
Пекотская война (англ. Pequot War) — вооружённый конфликт между пекотами и британскими колонистами, происходивший на территории современных американских штатов Коннектикут и Массачусетс. Война окончилась победой поселенцев, около 700 пекотов было убито или взято в плен.

## Предыстория
Пока британское население было малочисленным и колонии Новой Англии - экономически слаборазвитыми, отношения между индейцами и колонистами оставались мирными. Но к началу 1630-х годов положение стало меняться. По мере увеличения численности белого населения жители колоний старались захватить новые земли. После 1630 года в Плимутской колонии возникло около двенадцати городов и небольших посёлков, в которых поселялись вновь прибывавшие английские пуритане.
Колония Массачусетского залива также занимала новые земли в районе реки Коннектикут. На эту территорию претендовали голландские поселенцы, ведущие торговлю с пекотами. Кроме того, усилились разногласия между самими индейскими племенами.
Конфликт индейцев с колонистами начался ещё в годы голландского присутствия: пекоты убили несколько индейцев, торговавших с голландцами, за что те казнили вождя пекотов, Вупигвуита. Выборы нового вождя привели к соперничеству двух его родственников, Ункаса и Сассакуса. Сассакус победил и изгнал Ункаса, который поселился в районе Уиндзора и стал ждать возможности для мщения. После этого Сассакус приступил к мести голландцам за смерть своего отца. В 1634 году его люди убили англичанина Джона Стоуна, которого они приняли за голландца, близ устья реки Коннектикут. Губернатор Массачусетса потребовал выдать убийц, но его требование проигнорировали. 20 июля 1636 года на Блок-Айленде индейцами был убит Джон Олдем, торговец и основатель поселения Уэтерсфилд. Случайный английский корабль оказался поблизости и успел наказать какое-то количество индейцев, но когда известия достигли Бостона, общественность стала настаивать на более серьёзном наказании.
Убийство было совершено наррагансеттами и их союзниками, восточными ниантиками, для того, чтобы предотвратить развитие торговли между пекотами и английскими колонистами. Узнав об этом, руководители пуританских колоний стали относиться к наррагансеттам с подозрением. Однако вожди последних сумели убедить колониальные власти в том, что преступники, учинившие убийство Олдема, скрылись среди пекотов.

## Ход войны
В августе 1636 года губернатор Колонии Массачусетского залива Генри Вейн приказал Джону Эндекотту отомстить индейцам за убийство Олдема. Отряд Эндекотта, который состоял примерно из 90 человек, атаковал индейскую деревню. Большинство ниантиков бежало, среди нападавших лишь двое получили ранения. Англичане сожгли деревню, захватив с собой все припасы, которые индейцы заготовили на зиму. После этого люди Эндекотта прибыли в форт Сейбрук. Часть жителей форта присоединилась к отряду, и они направились к ближайшей деревне пекотов. Эндекотт напал на пекотов и сжёг их жилища, после чего возвратился домой.
Пекоты решили отомстить поселенцам и стали совершать рейды на их территории, к ним присоединились западные ниантики. Остальные племена региона сохранили нейтралитет, а мохеганы и наррагансетты встали на сторону англичан. Пекоты подвергли форт Сейбрук длительной осаде. Жители форта, которые отважились покинуть его, были убиты. Весной 1637 года пекоты стали совершать набеги на жителей Коннектикута. Около 30 белых людей были убиты. В мае того же года лидеры городов, расположенных в районе реки Коннектикут, организовали отряд милиции, который возглавил Джон Мэйсон. К отряду присоединились около 90 воинов мохеганов, а в форте Сейбрук - ещё 20 человек под руководством Джона Андерхилла.
Мэйсон и Андерхилл решили напасть на главное поселение пекотов, расположенное вблизи современного города Гротон, но им не удалось его захватить. Отряд отступил на восток. Посчитав, что англичане уплыли в Бостон, сахем пекотов Сассакус решил совершить несколько рейдов на английские поселения.
Джон Мэйсон посетил наррагансетов и привлёк на свою сторону несколько сотен воинов. Некоторые восточные ниантики также присоединились к его отряду. 26 мая 1637 года войско Мэйсона напало на деревню пекотов. Большинство воинов ушло с Сассакусом и население деревни состояло в основном из женщин, детей и пожилых мужчин. Колонисты безжалостно перебили большую часть пекотов, лишь немногим удалось спастись. После этой бойни индейцы, союзные англичанам, вернулись домой, так как были удивлены безжалостными и жестокими действиями ополченцев. Мэйсон, посчитав свою миссию оконченной, вернулся домой.
Уничтожение главного поселения деморализовало пекотов. Они были вынуждены покинуть свою территорию и перемещаться небольшими группами, чтобы искать убежище у других алгонкинов. Мохеганы и наррагансетты продолжили войну против них. Сассакус возглавил самую большую группу пекотов и направился на запад, в сторону голландских поселений. Проживающие на Лонг-Айленде метоаки отказали в помощи людям Сассакуса.
В середине июня Джон Мэйсон с отрядом, состоявшим из 160 английских колонистов и 40 воинов-мохеганов, выдвинулся из форта Сейбрук. Они обнаружили пекотов в районе современного города Фэрфилд (Коннектикут). В завязавшемся сражении Сассакус смог вырваться и уйти с частью воинов. Около 180 пекотов были убиты или захвачены в плен. Сассакус бежал к мохокам, надеясь найти у них защиту, но ирокезы убили сахема пекотов. Они обезглавили тело Сассакуса и отправили его голову в Хартфорд как подтверждение дружбы с английскими колонистами.

## Итоги
В результате войны пекоты были почти истреблены и перестали играть важную роль в Новой Англии. Перед войной население племени составляло 3-4 тысячи человек, населявших 8-10 деревень, а после войны в живых осталось меньше половины. Часть из них была продана в рабство и сослана в Вест-Индию, лишь некоторым удалось выжить и остаться на родной территории.
Пекотская война, несмотря на то, что она окончилась победой англичан, сделала жизнь колонистов небезопасной. Поселенцы Новой Англии решили создать союз колоний, чтобы лучше противостоять угрозе нападений со стороны индейцев. После переговоров, которые длились несколько лет, лидеры британских колонистов Новой Англии встретились в Бостоне в 1643 году и образовали союз, который стал известен как Конфедерация Новой Англии.

### Статьи
- Vaughan, Alden T. Pequots and Puritans: The Causes of the War of 1637 (англ.) // The William and Mary Quarterly. — Omohundro Institute of Early American History and Culture, 1964. — Vol. 21, iss. 2. — P. 256-269. — doi:10.2307/1920388.